# Kopalnia Węgla Kamiennego „Brzeszcze”
Zakład Górniczy „Brzeszcze” (ZG „Brzeszcze”) – kopalnia węgla kamiennego w Górnośląskim Zagłębiu Węglowym, założona w 1903 roku w Brzeszczach; obszar górniczy kopalni obejmuje również tereny gmin Miedźna i Oświęcim. Zakład należy do Południowego Koncernu Węglowego S.A.
W latach 2005–2010 kopalnie „Brzeszcze” i „Silesia” były połączone (jedna kopalnia dwuruchowa). Jednak 9 grudnia 2010 roku przedsiębiorstwo Energetický a průmyslový holding z Czech kupiło Ruch II Silesia czyli dawną KWK Silesia, a Ruch I Brzeszcze funkcjonuje jako samodzielna kopalnia.

## Historia

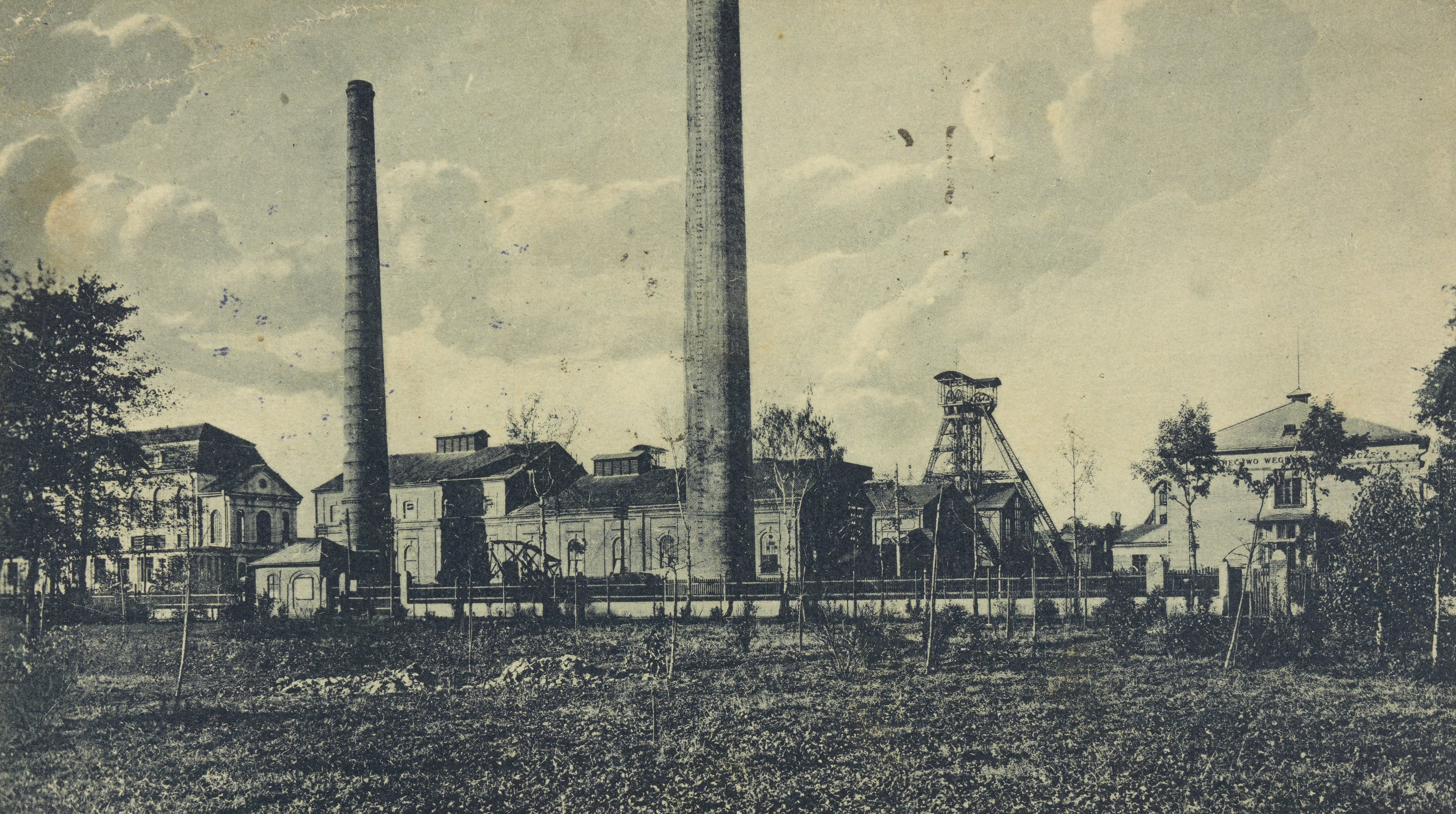
Widok kopalni około 1935

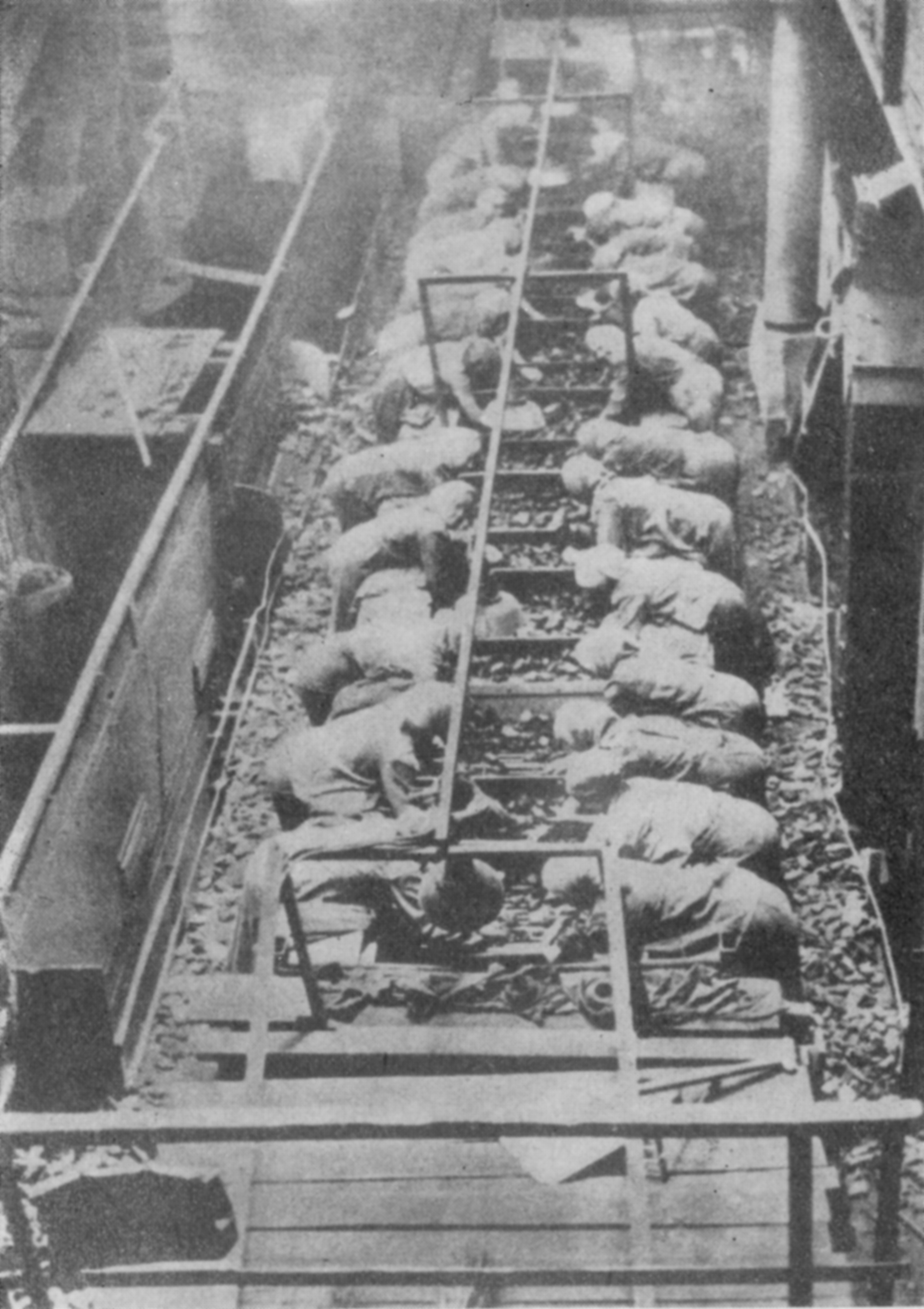
Ręczne sortowanie węgla przez kobiety w starej sortowni

Na terenie ówczesnej wsi Brzeszcze poszukiwania węgla zainicjował krakowski prawnik, przedsiębiorca i finansista dr Arnold Chaim de Porada Rapaport. Pierwsze badania zostały przeprowadzone ok. 1900 roku, eksploatację rozpoczęto w 1907 roku. Po I wojnie światowej zakład przejęła Polska Komisja Likwidacyjna, który stał się jedyną państwową kopalnią w kraju. Kopalnia przeszła pod zarząd Ministerstwa Przemysłu i Handlu. Na mocy rozporządzenia prezydenta RP z 17 marca 1927 r. (Dz.U. z 1927 roku, nr 25, poz. 195) gwarectwo „Brzeszcze” zostało przekształcone w przedsiębiorstwo skomercjalizowane i pod nazwą Państwowa Kopalnia Węgla Kamiennego „Brzeszcze” otrzymało osobowość prawną i zostało wpisane do rejestru handlowego. Przyłączenie kopalń górnośląskich w połowie 1922 roku sprawiło, że Polska stała się eksporterem węgla. W 1930 roku wielki kryzys gospodarczy oraz naciski prywatnych właścicieli kopalń niechętnych państwowej konkurencji sprawiły, że wstrzymano dalszą rozbudowę kopalni, zmniejszono zatrudnienie i wydobycie. 
Podczas II wojny światowej weszła w skład koncernu Hermann Göring, pracowali w niej więźniowie KL Auschwitz, przeniesieni na ten okres do podobozu Jawischowitz.
W latach 1945-1950 w kopalni pracowali więźniowie Przymusowego Obozu Pracy Jeńców Wojennych, zaś w latach 1950-1956 pracowali w niej więźniowie Ośrodka Pracy Więźniów. Obie instytucje (OPJW, OPP) znajdowały się na terenie dawnego podobozu Jawischowitz. 
Zakład rozwijał się w latach powojennych ze względu na zapotrzebowanie na węgiel kamienny. Załoga angażowała się w ogólnokrajowe protesty górników na początku lat osiemdziesiątych. W 1993 roku weszła w skład Nadwiślańskiej Spółki Węglowej, a w 2003 roku w skład Kompanii Węglowej. Po połączeniu w 2005 roku z kopalni „Brzeszcze” z kopalnią „Silesia”  zakład górniczy przyjął nazwę KWK Brzeszcze-Silesia i stał się dwuruchowym zakładem górniczym prowadzącym eksploatację w czterech ścianach wydobywczych.
Kopalnia w I. półroczu 2014 r. zatrudniała 2247 pracowników i przynosiła największą stratę spośród 15 kopalń Kompanii Węglowej -247,23 zł na tonie wydobytego węgla.
7 stycznia 2015 rząd Ewy Kopacz przyjął program naprawczy dla Kompanii Węglowej, który zakładał likwidację kopalni Brzeszcze. 4 maja 2015 Kompania Węglowa nieodpłatnie zbyła kopalnię do Spółki Restrukturyzacji Kopalń. Umowę zakupu KWK Brzeszcze, poprzez spółkę zależną Nowe Brzeszcze Grupa TAURON, 19 października 2015 r. podpisał koncern energetyczny Tauron. 1 grudnia 2015 r. zgodę na koncentrację wydał UOKiK.. W dniu 1 grudnia 2016 r. dokonano połączenia TAURON Wydobycie S.A. z siedzibą w Jaworznie (jako Spółki Przejmującej) z Nowe Brzeszcze Grupa TAURON sp. z o.o. z siedzibą w Brzeszczach (jako Spółką Przejmowaną). Połączenie zostało dokonane w trybie art. 492 § 1 pkt 1 Kodeksu spółek handlowych, tj. przez przeniesienie całego majątku Nowe Brzeszcze Grupa TAURON sp. z o.o. jako spółki przejmowanej na TAURON Wydobycie S.A. jako spółkę przejmującą, na warunkach określonych w Planie Połączenia uzgodnionym dnia 22 września 2016 r. ZG Brzeszcze pozostaje w strukturach spółki, która od 2 stycznia 2024 r.  wróciła do nazwy Południowy Koncern Węglowy S.A.

## Dane
- obszar: 26,90 km²[9]
- Sortymenty węgla: groszek, orzech, miał,
- Forma złoża: pokładowa
- Zagrożenia eksploatacyjne: metanowe
- Zastosowanie kopaliny: węgiel energetyczny